# Koremium

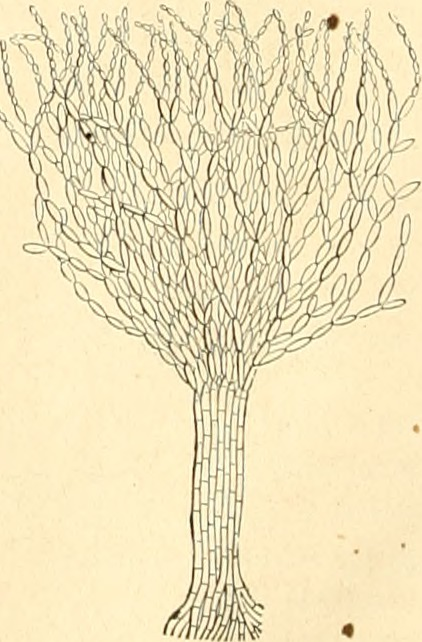
Koremium u Coremium niveum

Koremium, czyli synnema – występująca u grzybów wielostrzępkowa struktura, w której powstają zarodniki bezpłciowe – konidia. Koremium to pęczek trzonków konidialnych, które w dolnej części są ciasno splątane, a w górnej rozgałęziające się i wachlarzowato rozchodzące na boki. Występują np. u grzybów należących do rodzajów Coremium, Graphium. Koremia często występują u grzybów będących pasożytami roślin. Ich konidiofory wyrastają na zewnątrz porażonych liści przez aparaty szparkowe. Wewnątrz szparek są ciasno splątane, na zewnątrz szparek rozchylają się na boki.
Koremium to jeden z rodzajów konidiomów. Pozostałe to: sporodochium, pionnot, acerwulus, kupula, pyknotyrium, pyknidium, konidioma stromatyczna, sklerocjum.